# Anton Bal
Anton Bal (ur. 29 listopada 1963 w Yuri) – papuaski duchowny rzymskokatolicki, arcybiskup Madang od 2019.

## Biografia
Anton Bal urodził się 29 listopada 1963 w Yuri na Terytorium Papui i Nowej Gwinei. 17 grudnia 1991 z rąk ordynariusza Kundiawy bpa Wilhelma Kurtza SVD otrzymał święcenia prezbiteratu i został kapłanem diecezji Kundiawa. Pracował przede wszystkim jako duszpasterz parafialny, zaś w 2004 został wikariuszem generalnym diecezji.
5 czerwca 2007 papież Benedykt XVI mianował go biskupem pomocniczym Kundiawy oraz biskupem tytularnym Tamallumy. 10 września 2007 przyjął sakrę biskupią z rąk biskupa Kundiawy Henka te Maarssen SVD. Współkonsekratorami byli nuncjusz apostolski w Papui-Nowej Gwinei abp Francisco Montecillo Padilla oraz biskup Goroki Francesco Sarego SVD.
12 stycznia 2009 ten sam papież mianował go biskupem Kundiawy. Był pierwszym ordynariuszem Kundiawy pochodzącym z Papui-Nowej Gwinei.
26 lipca 2019 otrzymał nominację na arcybiskupa Madang, zaś 31 października 2019 kanonicznie objął urząd.
2 lipca 2020 został wybrany przewodniczącym Konferencji Episkopatu Papui-Nowej Gwinei i Wysp Salomona.